# Casa di foglie
Casa di foglie è il romanzo d'esordio di Mark Z. Danielewski. Pubblicato il 7 marzo 2000 negli Stati Uniti, il libro diviene presto un best seller in patria, avendo sviluppato già un seguito di lettori, viste le pubblicazioni a pezzi su Internet. In Italia esce nel 2005 per Mondadori e successivamente nel 2019 con l'editore 66THAND2ND.

## Caratteristiche
L'opera si segnala per la sua ardita e a dir poco sperimentale struttura narrativa, caratterizzata da una trama labirintica e non lineare costruita mediante un elaborato intreccio di voci narranti e piani spazio-temporali diversi, ricavato a partire dalla stessa impaginazione del testo che, affidando a ciascun punto di vista un distintivo carattere di stampa con una rispettiva disposizione grafica, impone al lettore una modalità di lettura quasi interattiva in cui, per potervi seguire e coordinare le disparate prospettive narrative nel dipanarsi della vicenda, occorre spesso rigirare e/o ripiegare il testo. Lo stesso stile tipografico è alle volte adoperato in funzione puramente visiva, con alcune pagine che presentano il corpo del testo impaginato seguendo delle diverse evoluzioni grafiche.
Altro aspetto del libro è la presenza d'un fitto corollario di note, delle quali molte arrivano a formare delle vere e proprie catene di postille su postille, alcune riferendosi a libri, studiosi e quant'altro del tutto inesistenti, frutto unicamente della penna dello scrittore, mentre molte altre rimandano invece a cose realmente esistenti.

## Trama
Il romanzo inizia con una narrazione in prima persona di Johnny Truant, un giovane dal corpo segnato da vistose cicatrici, impiegato presso un negozio di tatuaggi a Los Angeles. Truant è in cerca di un nuovo appartamento, quando il suo amico Lude lo informa che nel suo condominio se ne è appena liberato uno, appartenuto a tale Zampanò, un anziano cieco deceduto di recente.
Nell'appartamento di Zampanò, Truant rinviene un frammentario ammasso di carte, che si rivela essere un saggio accademico dell'anziano cieco su una pellicola documentaristica intitolata The Navidson Record (La versione di Navidson, nella traduzione italiana) incentrata sulle indagini compiute dalla famiglia Navidson su una serie di inspiegabili ed inquietanti fenomeni fisici verificatesi nella loro nuova casa.
Da questo punto in poi, quindi, la narrazione si dipana labirinticamente tra lo scritto di Zampanò, arduamente ricostruito da Johnny, le note a pié di pagina del giovane (molte delle quali riportanti, attraverso i suoi pensieri in libera associazione, sia il suo immediato presente, mentre lavora al manoscritto del vecchio, sia la narrazione di diversi e significativi antefatti della sua esistenza, permettendo dunque anche una graduale ricostruzione della sua vita), la dettagliata trascrizione di una parte della pellicola, realizzata dal fratello di Will Navidson, Tom, una breve trascrizione di interviste a svariate personalità (del mondo sia accademico, sia artistico-letterario) riguardanti il film, realizzate dalla moglie di Navidson, Karen, ed una serie di brevissime note di editori sconosciuti, il tutto tenuto assieme da una quantità di didascalie.
È presente inoltre un quarto narratore, la madre di Johnny, la cui voce traspare da un plico autonomo di lettere intitolato Le lettere di Whalestoe (ripubblicate, dopo l'uscita del libro, come un romanzo autonomo dallo stesso autore), che fa da contraltare alla narrazione autobiografica di Johnny. A ciascuna voce narrante corrisponde un differente carattere di stampa, volto a facilitare il lettore nel seguire la complessa ed intricata struttura del romanzo.

### The Navidson Record
Il manoscritto di Zampanò tratta principalmente della famiglia Navidson, composta da Will Navidson, un fotoreporter (personaggio parzialmente basato su Kevin Carter), la sua compagna Karen Green, un'attraente ex-modella, e i loro due figli, Chad e Daisy. Il fratello di Navidson, Tom, e svariati altri personaggi si inseriscono nel corso della storia.
La famiglia Navidson si è da poco trasferita nella loro nuova casa in Virginia. Ritornando da un viaggio a Seattle, Will scopre che qualcosa è cambiato nell'edificio: dove prima c'era un semplice muro spoglio, è ora comparsa una porta che apre su uno spazio simile a un armadio, nel cui fondo è presente un'ulteriore porta che dà direttamente nella camera dei bambini. Investigando su questo singolare fenomeno, Navidson scopre che le misurazioni interne della casa sono, in qualche strano modo, più ampie di quelle esterne. Inizialmente la differenza si limita a pochi centimetri (circa un pollice), ma col passare del tempo l'interno della casa sembra espandersi vistosamente, pur mantenendo le stesse proporzioni esterne. Un terzo cambiamento ben presto si manifesta: un lungo vestibolo scuro nel loro salotto, che fisicamente dovrebbe sporgere poi all'esterno della casa, ma ciò non succede.
Navidson riprende con la sua telecamera questo strano spazio e circumnaviga la casa per mostrare dove dovrebbe estendersi. Battezza infine il paradossale spazio come "Il corridoio dei cinque minuti e mezzo". Questo vestibolo conduce ad un complesso simile ad un dedalo, a partire da una larga stanza (The Anteroom, l'Anticamera) che conduce ad uno spazio ancora più ampio (The Great Hall, la Grande Sala), dal cui centro parte un'enorme scalinata a spirale discendente, apparentemente senza fine. C'è inoltre una moltitudine di corridoi e stanze che deviano e modificano il cammino ad ogni passaggio, tutti completamente bui ed anonimi, con pavimenti, muri e soffitti di colore grigio cenere. L'unico suono che disturba il perfetto silenzio dei corridoi è un saltuario ringhio sommesso, la cui origine non è mai del tutto esplicitata, nonostante una fonte accademica citata nel libro ipotizzi che si tratti delle frequenti modifiche spaziali della casa stessa.
Ci sono delle discrepanze su dove appare precisamente “Il corridoio dei cinque minuti e mezzo”. È citato da vari personaggi in momenti diversi, ciascuno dei quali lo colloca in uno dei punti cardinali della casa. La prima volta è lo stesso Zampanò a scrivere che il corridoio è nel muro ovest, contraddicendo una dichiarazione di qualche pagina prima in cui è collocato nel muro nord. L'incongruenza è segnalata anche in una nota di Johnny.
Navidson, assieme al fratello Tom ed alcuni colleghi, si sente in dovere di esplorare, fotografare e filmare questi spazi della casa apparentemente infiniti, cosa che porterà alcuni di essi sull'orlo della follia. Alla fine, Will distribuirà ciò che è stato registrato e montato come The Navidson Record.
Da come si apprende dal racconto, Will e Karen avevano acquistato la suddetta casa nel tentativo di sanare la loro relazione, che stava diventando sempre più tesa a causa delle assenze lavorative di Will. Karen, infatti, sempre mostratasi categorica nell'opporsi al matrimonio (dichiarando che la sua libertà stava al di sopra di tutto), si ritrova a sentire la mancanza e il bisogno della presenza di Will quando lui è lontano.
La narrazione di Zampanò è piena di citazioni e riferimenti, alcuni piuttosto oscuri, altri che indicano che la storia di Navidson ha raggiunto una fama internazionale. Infatti, personalità come Stephen King, Stanley Kubrick, Douglas Hofstadter, Ken Burns, Harold Bloom, Camille Paglia, Hunter S. Thompson, Anne Rice e Jacques Derrida sembrano essere stati intervistati a proposito delle loro opinioni sul film. Eppure, quando Truant cerca di approfondire la vicenda, cercando di trovare altre fonti per la storia, non trova alcunché relativo alla pellicola od alla casa stessa, in pratica nessuno straccio di prova che dimostri, al di fuori del testo di Zampanò, che tutto ciò accaduto alla famiglia Navidson sia effettivamente reale.
Molte delle citazioni presenti nelle note di Zampanò, invece, sono reali, ovvero esistenti sia all'interno dell'universo narrativo del romanzo sia nel mondo reale. Per esempio, molte volte viene citato un libro della casa produttrice Time-Life, Planet Earth: Underground Worlds.

### La storia di Johnny
Una linea narrativa contigua si sviluppa nelle note a piè pagina di Johnny, che descrivono dettagliatamente come procede la vita del ragazzo mentre questi riassembla il manoscritto del vecchio Zampanò. Rimane poco chiaro se la sua ossessione per gli scritti del vecchio, e la delusione e la paranoia che ne conseguono quando questi si trova impossibilitato a dimostrarne la veridicità, siano il risultato dell'uso di droghe, di problemi di natura mentale o di particolari effetti causati dagli scritti stessi.
Johnny spesso rammenta storie inerenti alle sue numerose avventure sessuali, alla sua travolgente passione per una spogliarellista tatuata da lui chiamata Thumper (Tippete) ed alle nottate trascorse con l'amico Lude nei più svariati bar della città. Lentamente, il lettore scopre di più sull'infanzia di Johnny, vissuta con un padre adottivo, delle violente risse a scuola e l'origine delle sue misteriose cicatrici. Ancor di più riguardo al ragazzo si deduce dalle Lettere di Whalestoe, lettere che sua madre Pelafina gli scrisse dall'istituto psichiatrico Three Attic di Whalestoe. Pur contenendo svariati ricordi simili a quelli narrati da Johnny, a tratti le lettere e le note a piè pagina differiscono notevolmente, forse a causa del dubbio stato mentale di entrambi i narratori.
Pelafina, infatti, venne ricoverata in un istituto mentale dopo aver tentato di strangolare il figlio e fermata in tempo dal marito, e lì rimase anche dopo la morte dell'uomo. Al riguardo, Johnny sostiene che sua madre non aveva intenzione di fargli del male e che tentò di strangolarlo per evitare che lui sentisse la sua mancanza. Non è mai chiaro, comunque, se le affermazioni di Johnny, in questo come in altri casi, si attengano ai fatti reali.

### Le lettere di Whalestoe
Le Lettere di Whalestoe sono contenute in un'appendice alla fine del romanzo e, poco dopo l'uscita del libro, vennero pubblicate come un romanzo autonomo dallo stesso autore. Sono le lettere che la madre di Johnny gli scrisse dall'ospedale psichiatrico. Iniziano piuttosto normalmente ma ben presto la donna viene vinta dalla paranoia e, pertanto, le lettere diventano col passare del tempo sempre più sconnesse ed incoerenti. Vi sono contenuti inoltre vari messaggi segreti, che possono essere decodificati combinando la prima lettere di parole consecutive.